# دیوید مرمین
دیوید مرمین (به انگلیسی: David Mermin) فیزیکدان(فیزیک حالت جامد) آمریکایی که پیش از بازنشستگی در سال ۲۰۰۶، در دانشگاه کورنل مشغول به کار بود. شهرت او بیشتر به خاطر قضیه مرمین-واگنر، به کار بردن واژهٔ «boojum» در فیزیک ابرشارهها (الهام گرفته از شعری از لوئیس کارول) و نیز جملهٔ «خفه شو و محاسبه کن!» است. مرمین به همراه نیل اشکرافت کتاب «آشنایی با فیزیک حالت جامد» را نوشته که به عنوان متن درسی استاندارد فیزیک حالت جامد می‌باشد. مرمین در مورد کامپیوترهای کوانتمی و مبانی مکانیک کوانتم تحقیق می‌کند.